# Hukawai Falls
Die Hukawai Falls (von Maori Hukawai ‚Schmelzwasser‘) sind ein Wasserfall bislang nicht ermittelter Fallhöhe in der Region Hawke’s Bay auf der Nordinsel Neuseelands. Er liegt etwa 3,5 km südlich der Waipunga Falls im Lauf des Waipunga River, eines Nebenflusses des Mohaka River.
Obwohl der New Zealand State Highway 5 direkt am Wasserfall vorbeiführt, so ist er aufgrund der dichten Vegetation von der Straße aus nicht einsehbar.